# シルク博物館
シルク博物館（シルクはくぶつかん）は、神奈川県横浜市中区山下町のシルクセンター内にある、生糸や絹織物など絹をテーマにした博物館である。

## 歴史
横浜港開港100周年事業として、内山岩太郎神奈川県知事の発案によりシルクセンター構想が持ち上がった。その中でも、日本国外からの観光客に日本の絹製品をPRし、生糸の輸出拡大を目指した「絹の博物館」に重点が置かれた。博物館設立準備委員会には、内山知事のほか東京国立博物館学芸部長、神奈川県立近代美術館館長、美術評論家の土方定一らが委員として参加した。
シルクセンターは1958年（昭和33年）11月に部分開館。1959年3月12日に全面開館するとともにシルク博物館もオープンした。その頃から、豪華客船の乗客には京都・奈良や日光などが人気になり、航空機の利用客の増加もあり横浜の外国人観光客は減少していった。1969年には開館10周年を機にリニューアルし、自然科学系の展示を拡充するとともに安田周三郎による「絹と乙女」像が入口前に設置され、周囲には桑が植えられた。1970年からは公募展「全国染織作品展」（当初の名称はシルク博物館染織作品展）が開催されている。1971年には博物館法に基づく「博物館相当施設」として指定を受け、1973年には学芸員有資格者の人数等の条件が整ったことから「登録博物館」となった。1999年には、開館40周年を機に大幅なリニューアルが行われた。2012年には、市内の小学校4年生の児童のデザインによるオリジナルキャラクター「まゆるん」が登場。2017年6月25日には来館200万人達成記念セレモニーが行われた。

## 展示内容
シルク博物館はシルクセンターの2階と3階にあり、2階前半の「ふしぎファーム」コーナーでは養蚕や紡績、染織に関する展示のほか、通年に渡りカイコを飼育しており、糸繰りや機織りの体験ができる。2階後半の「しらべライブラリ」コーナーでは横浜港と生糸貿易の関わり、暮らしの身近にあるシルク、絹の最新技術などに関する展示がある。3階の「シルクのあゆみ」コーナーでは、日本および世界各地の絹を使った時代風俗衣装や民族衣装が展示されている。常設展のほか、春と秋に特別展、夏休みには児童向けのかいこ教室が開催される。2階のミュージアムショップでは横浜スカーフをはじめとする絹製品や、カイコをかたどった菓子なども販売されている。
開館時間は午前9時30分～午後5時（入館は4時30分まで）、休館日は月曜日（祝日に当たる場合は翌日）と年末年始。

## 交通情報
神奈川県横浜市中区山下町1番地 シルクセンター2階
- 横浜高速鉄道みなとみらい線 日本大通り駅から徒歩3分
- JR根岸線、横浜市営地下鉄ブルーライン 関内駅から徒歩15分
- 横浜市営バス「大さん橋入口」から徒歩2分
- 山下公園の西端の出口から徒歩3分